# Fourth of July Lake (Adams County)
Der Fourth of July Lake ist ein kleiner See im US-Bundesstaat Washington, ungefähr drei Kilometer südlich von Sprague. Der schmale See ist etwa 2,5 Kilometer lang und hat eine Fläche von 44,5 Hektar. Davon befinden sich gut zwei Drittel im Adams County und knapp ein Drittel im Lincoln County. Der Fourth of July Lake ist einer von unzähligen kleineren Seen im Channeled Scablands genannten Gebiet des Columbia Plateaus. Er besitzt keinerlei oberirdische Zu- oder Abflüsse. 
Für Eisfischer, die nach Regenbogen- und Tigerforellen angeln, steht der See von Dezember bis März offen. Der Name des Sees verweist auf den amerikanischen Unabhängigkeitstag am 4. Juli.